# Dniperský rajón
Dniperský rajón (ukrajinsky Дніпровський район, do roku 2016 Dněpropetrovský rajón, ukrajinsky Дніпропетровський район) je rajón (okres) Dněpropetrovské oblasti, jihovýchodní-střední Ukrajiny. Jeho správní centrum se nachází ve městě Dnipro. Počet obyvatel: 83 879 (odhad 2020).

## Historie
Okres byl zrušen 21. ledna 1959, obnoven 4. ledna 1965. Současný název byl dán usnesením Nejvyšší rady Ukrajiny ze dne 19. května 2016.
Dne 17. července 2020 v důsledku administrativně-územní reformy byl okres rozšířen a zahrnul následující území: Dniperský rajón, Solonský rajón, Petrykivský rajón, Caryčanský rajón a regionální město Dnipro.

## Počet obyvatel
Počet obyvatel okresu v rámci rozšířených hranic je 1 179,3 tisíc lidí.
Populace okresu v rámci hranic do 1. července 2020 je k 1. lednu 2020 83 879 lidí, z toho městská populace je 42 639 lidí, venkovská populace je 41 240 lidí.